# Yding Skovhøj
Yding Skovhøj en el municipio de Horsens, Jutlandia es uno de los puntos más altos de Dinamarca. Su altura es de 172,54 m s. n. m. cuando se incluye en la medición uno de los túmulos de la Edad de Bronce construidos sobre lo alto de la colina. Si se excluyen estas estructuras construidas por el hombre, la altura de la colina es de 170,77 m, que es 9 cm más baja que el punto natural más alto de Dinamarca, el Møllehøj con 170,86 m. Ejer Bavnehøj es la tercera altura natural del país con 170,35 m.
El bosque de Yding cubre la colina. Dentro del bosque hay tres enterramientos de la Edad de Bronce. Høj, de la palabra del antiguo nórdico haugr, puede traducirse como colina o monte. El punto más alto es el túmulo central. El túmulo más oriental tiene 171,73 m de alto y el occidental 171,41 m de alto.

## Historia
Ejer Bavnehøj fue considerado como el punto más alto de Dinamarca desde mediados del siglo XIX pero en 1941 nuevas mediciones establecieron que la cumbre de uno de los túmulos de Yding Skovhøj quedaba más arriba. Esto dio pie a una violenta discusión sobre si las estructuras construidas por el hombre debían o no incluirse como parte del punto más alto de Dinamarca que acabó cuando el Profesor N.E. Nørlund definió el punto más alto como el punto natural más alto, sin incuir la altura de los amontonamientos de tierra realizados por el hombre. Como Ejer Bavnehøj era más alto que el punto natural más alto de Yding Skovhøj fue entonces considerado como el punto más alto de Dinamarca, hasta que en febrero del año 2005 los investigadores descubrieron que en realidad Møllehøj era ligeramente más alto.